# Penzberg
Penzberg é um município da Alemanha, situado no distrito de Weilheim-Schongau, no estado da Baviera. Tem 25,73 km² de área, e sua população em 2019 foi estimada em 16.514 habitantes.